# Ту-16
Ту-16 (изделие «Н», по кодификации НАТО: Badger — «Барсук») — советский тяжёлый двухмоторный реактивный многоцелевой самолёт. Выпускался в различных модификациях, включая бомбардировщик, ракетоносный вариант, самолёт-заправщик, самолёт РЭБ и другие. Серийно выпускался с 1953 по 1963 год тремя авиационными заводами.
Состоял на вооружении СССР, России и государств СНГ на протяжении около 50 лет. Также состоял на вооружении Египта, Ирака, Сирии и Индонезии. Производился под названием Xian H-6 в Китайской Народной Республике. За время производства было изготовлено более полутора тысяч самолётов Ту-16.
Носитель ядерного оружия.

## История
Первым советским послевоенным дальним носителем ядерного оружия стал Ту-4, поршневой четырёхмоторный самолёт — копия американского B-29 Superfortress. Но уже во второй половине 1940-х годов стало ясно, что будущее дальней бомбардировочной авиации за самолётами с турбореактивными и турбовинтовыми двигателями. Это подтвердили итоги Корейской войны, показавшие сложность прорыва мощной ПВО тихоходными, хоть и хорошо вооружёнными, B-29.
Кроме того, советскому военно-морскому флоту требовался самолёт для сдерживания превосходящих надводных сил западных флотов.
Техническое задание на создание самолёта с рабочей дальностью около 3000 км, околозвуковой крейсерской скоростью и бомбовой нагрузкой 3—7 тонн было готово в 1948 году, но разработку сдерживала неготовность подходящего двигателя.
Конструкторское бюро Туполева в это время разрабатывает ряд экспериментальных моделей, послуживших прототипами Ту-16. В их числе следует упомянуть модель «82» — первый в СССР фронтовой бомбардировщик со стреловидным крылом и двумя реактивными двигателями. Самолёт «82» не пошёл в серию из-за того, что на вооружение был принят Ил-28 конкурирующего конструкторского бюро Ильюшина. Однако наработки использовались при проектировании фронтового бомбардировщика Ту-22. Непосредственным предшественником Ту-16 стал проект «86», разработка которого была начата в конце 1948 года, завершённый к лету 1949 года. Проект предполагал дальность полёта с 2 тоннами бомб до 4000 км, максимальную скорость на высоте 6000 м — 980 км/ч, практический потолок — 13 400 м.
29 августа 1949 года СССР провёл испытания ядерной бомбы РДС-1 и начал подготовку к серийному производству бомбы РДС-3. Новые дальние бомбардировщики должны были доставить до цели это изделие, вес которого превышал 5 тонн. Кроме того, ядерный боеприпас потребовал термостатированного бомбового отсека и мер защиты от воздействия поражающих факторов ядерного оружия на экипаж и самолёт. Требовался бомбардировщик, доставляющий ядерную бомбу на дальность, доступную Ту-4, но способный летать вдвое быстрее его. Исследования конструкторского бюро Туполева по проекту «86» показали, что скоростной дальний реактивный носитель ядерного оружия может быть получен увеличением массы и размера, с увеличением тяги двигателей в 1,5 — 2 раза. Так был начат проект «88» с расположением более мощных двигателей в корне крыла, а не под ним, некоторое время разрабатывавшийся инициативно. Часть решений проекта «86», состав и расположение экипажа, оборонительного вооружения перенесли в проект «88», ставший Ту-16. Эскизный проект самолёта утверждён 5 июля 1951 года.
Конструкция самолёта включала ряд черт, придавших Ту-16 очень характерный внешний вид — «утопленные» в фюзеляж гондолы двигателей, большая стреловидность хвостового оперения, жёсткая конструкция крыла большого удлинения.
Одним из успехов конструкторов стало крыло Ту-16. Два лонжерона, верхняя и нижние панели крыла образовывали жёсткий кессон. На американских бомбардировщиках с крыльями большого удлинения того же времени создания B-47 и B-52 крыло выполнялось очень гибким: значительным изгибом крыла гасилась болтанка. Конструкция американцев вышла легче, но жёсткость крыла Ту-16 улучшила усталостную прочность. На крыльях B-47 и B-52 возникали трещины, их конструкцию неоднократно усиливали. К тому же средние носители ядерных бомб в США стали готовить к применению с малых высот и бомбометанию с кабрирования и переворота для обеспечения безопасности носителя, что сильно сократило срок службы B-47, который стоял на вооружении лишь до конца 1960-х годов.
Впервые поднял в воздух первый советский дальний турбореактивный бомбардировщик Ту-16 27 апреля 1952 года лётчик-испытатель Н. С. Рыбко.
После доработок, связанных с необходимостью облегчить самолёт и одновременно обеспечить ему защиту от поражающих факторов ядерного взрыва, Ту-16 был принят на вооружение в мае 1953 года. Первый серийный самолёт был построен в Казани 29 октября 1953 года. Серийное производство Ту-16 развернули на трёх заводах с 1953 до конца 1963 года: на Казанском авиазаводе выпущено 800 машин, на Куйбышевском авиазаводе № 1 — 543 (в 1954—1960 годах) и на Воронежском — 166.
Построено 40 серий Ту-16, 11 модификаций, а с учётом доработок построенных самолётов — более 50 разновидностей.
Публичный показ состоялся на параде 1 мая 1954 года пролётом над Красной площадью девятки бомбардировщиков 203-го ТБАП.
В СССР этот самолёт стал первым дальним скоростным самолётом-ракетоносцем. Эксплуатация Ту-16 дала опыт для создания тяжёлых скоростных машин, включая первый советский реактивный пассажирский лайнер Ту-104.
В ВВС России Ту-16 летали до 1994 года с минимумом эксплуатационных доработок благодаря исключительно надёжной конструкции. Снят с вооружения в России в начале 1990-х годов, став одним из самых долгоживущих боевых самолётов в советской авиации.
Китайский Xian H-6 на основе Ту-16 всё ещё на вооружении. Последняя модификация Xian H-6K с двухконтурными турбореактивными двигателями Д-30КП-2 (как у Ил-76) производится с 2007 года, с 2011 года - на вооружении НОАК.

## Конструкция
(при написании раздела использовалась информация из книг: «Самолёт-Ту-16. Техническое описание» (в четырёх частях). ОБОРОНГИЗ, 1956 год)
Ту-16 представляет собой цельнометаллический моноплан со стреловидным среднерасположенным крылом (стреловидность по линии четвертей хорд составляет 35º с поперечным V минус 3º) и двумя двигателями конструкции Микулина АМ-3, каждый со взлётной тягой по 8750 кг (после 1958 года устанавливались РД-3М-500 с тягой 9520 кг, число «500» — это увеличенный межремонтный ресурс в 500 часов, затем межремонтный ресурс был доведён до 2000 часов без изменения в маркировке двигателя) в гондолах по бокам фюзеляжа, встроенных в центроплан.
Основные конструкционные материалы, применяемые в изготовлении: алюминиевые сплавы — дюраль Д16А (АТ, АТВ, АМ и др.), сплавы АК-6, АК-8, В-95, АМцМ, АМг; сталь 30ХГСА, магниевые сплавы, стеклотекстолит марки КАСТ. Стекатели газов (за соплами) и обшивка в районе верхней турели выполнены из нержавеющей стали марки 1Х18Н.
Экипаж самолёта состоял, как правило, из шести человек — командира корабля, помощника командира корабля, штурмана, второго штурмана (штурмана-оператора или оператора РЭБ), ВСР (воздушного стрелка-радиста) и КОУ (командира огневых установок). Вход в кабины осуществлялся через откидываемые вниз входные люки с лесенками. На ракетных и помеховых вариантах кабина штурмана (оператора) представляла собой бочкообразную конструкцию, подвешиваемую в задней части грузоотсека, с маленьким овальным окошком на потолке. Катапультирование всех членов экипажа производилось вниз, за исключением двух пилотов — вверх, причём перед катапультированием кресла лётчиков по рельсам откатывались назад, для предотвращения травмирования о штурвальную колонку. Для спасения экипажа в случае посадки в море на верхней части фюзеляжа в двух контейнерах укладывались надувные спасательные лодки.
В соответствии с требованиями ГК НИИ ВВС начала 1950-х годов боевая живучесть Ту-16 должна была обеспечиваться при обстреле самолёта бронебойным трассирующим снарядом иностранной 20-мм авиапушки «Испано-Сюиза» HS404. 
В качестве бронезащиты на Ту-16 применялись бронеспинки сидений кресел пилотов из стали марки КВК-2/5ц толщиной 18 мм. У оператора была смонтирована бронеспинка и бронезаголовник кресла толщиной 15 мм. Был бронирован пол передней кабины — установлена комбинированная (как сейчас говорят — композитная) броня из алюминиевого сплава АПБА-1 толщиной 8 мм и стеклотекстолита толщиной 15 мм. В корме самолёта у КОУ стояли три бронестекла и бронешпангоут из брони КВК-2 между установкой ДК-7 и задней гермокабиной.

### Планер
Фюзеляж сигарообразной формы круглого сечения в носовой части с постепенным обжатием по бокам к корме. Каркас фюзеляжа состоит из 75 шпангоутов, набора стрингеров и силовых элементов в местах вырезов. Обшивка из листов анодированного дюралевого сплава имеет различную толщину от 1 до 3 мм в разных местах конструкции планера. Технологически фюзеляж состоит из 6 отсеков (Ф-1 — Ф-6):
- фонарь
- передняя гермокабина
- центроплан
- грузовой отсек
- задний технический отсек
- кормовая гермокабина.

Отсеки Ф-1 и Ф-2 вместе образуют переднюю герметичную кабину, где находятся рабочие места четырёх членов экипажа и различное оборудование. Под полом кабины находится негерметичный отсек антенны РЛС РБП-4 с радиопрозрачным обтекателем.
Отсек Ф-3 расположен между 12 и 26 шпангоутами. В нижней передней части Ф-3 расположен отсек передней стойки шасси, состоящий из ниши шасси и технического отсека передней ноги шасси. В полёте отсек передней ноги закрывается двумя подвижными створками шасси. Снаружи на эти створки наносился тактический номер самолёта.
Внутри технический отсек закрывается полукруглой профилированной легкосъёмной крышкой из дюраля, расположенной над колёсами убранной передней ноги (на жаргоне авиаторов — «горбатый люк»). В отсеке Ф-3 были расположены: верхняя пушечная установка с полукруглыми патронными ящиками, первый и второй топливные баки, отсек передней спасательной лодки, панель гидросистемы, баллоны с углекислотой противопожарной системы, установка под аэрофотоаппарат с люком и створками, агрегаты высотного оборудования передней кабины, два кислородных прибора КПЖ-30 передней кабины.
Отсеки Ф-4 и Ф-5 находятся между шпангоутами № 26 и 69. Между шпангоутами 26 и 33 расположен центроплан, в котором установлены два топливных бака № 6, правый и левый. Под баками № 6 находится единый топливный бак № 3. Далее до шпангоута № 49 находится бомбовый отсек (или грузовой отсек, на помеховых вариантах самолёта  переоборудованный в технический отсек аппаратуры РЭБ с отдельным входом снизу). Длина выреза под люк этого отсека составляет 6702 мм. На отдельных вариантах самолёта в задней части грузоотсека смонтирована т.н. подвесная кабина, где находится один из членов экипажа: оператор РТР, оператор РЭБ или второй штурман. Вход в эту кабину производился также через откидной люк снизу, а на случай аварийного покидания самолёта при вынужденной посадке сверху фюзеляжа был сделан дополнительный сбрасываемый люк. Далее расположены кормовые топливные баки № 4 и № 5, а за ними задний технический отсек со входным люком снизу. В этом техотсеке находится нижняя пушечная установка, отсек для бомб ЦОСАБ, хвостовая предохранительная пята, контейнер тормозных парашютов, отсек кормовой лодки ЛАС-5М, агрегаты высотного оборудования задней кабины, кислородный прибор задней кабины, патронные ящики кормовой установки и др. оборудование.
Отсек Ф-6 — кормовая гермокабина для двух членов экипажа. Снизу имеется два люка, задний является эксплуатационным для доступа к рабочим местам, передний — сбрасываемым аварийным. Эксплуатационный люк при катапультировании КОУ также сбрасывается. На рабочем месте радиста с боков фюзеляжа расположены два больших каплеобразных блистера из оргстекла, для обзора и возможности ведения огня из нижней стрелковой установки. Оба блистера почти до половины были прикрыты металлическими экранами, для защиты оргстекла от горячего выхлопа двигателей. Сверху над потолком кабины КОУ был расположен отсек для размещения радиолокационной станции заднего обзора ПРС-1, а над остеклением — радиопрозрачный обтекатель антенны.
Отсек Ф-6 заканчивается обтекателем кормовой пушечной установки.
Крыло двухлонжеронное, кессонной конструкции, в районе двигателей установлены силовые рамы. Состоит из пяти частей: центроплана, двух первых и двух вторых отъёмных частей крыла. В первой ОЧК находится гондола двигателя, основная нога шасси с гондолой и закрылок. Внутри кессона ОЧК находятся пять топливных баков третьей группы расхода. На второй ОЧК находится элерон, а внутри кессона расположены пять топливных баков четвёртой группы расхода.
Для предотвращения повреждения фюзеляжа горячими струями от двигателей последние развёрнуты соплами в стороны на 4º.
Шасси — трёхопорное, с носовой стойкой с парой колёс. На основных стойках четырёхколёсные тележки с камерными колёсами 1100х330 «модель 26А», тормоза колодочного камерного типа, работающие от гидросистемы, с приводом от педалей путевого управления, оборудованы антиюзовой автоматикой (инерционным автоматом растормаживания). Передняя стойка убирается по потоку в отсек фюзеляжа — нишу передней ноги, основные стойки убираются в гондолы шасси с одновременным переворотом тележек вдоль на 90 градусов, с целью снижения потребного внутреннего объёма гондолы. Для защиты кормы машины при грубой посадке применяется убираемая в полёте хвостовая опора — пята. Уборка-выпуск и торможение колёс — от гидросистемы. Для уменьшения пробега используется парашютная тормозная система ПТ-16 с двумя оригинальными тормозными парашютами: полотнище каждого купола сшито из узких капроновых лент и напоминает сетку-«авоську». Парашютный контейнер установлен снизу фюзеляжа, в районе хвостовой опоры. Выпуск тормозного парашюта и его сброс производятся пиропатронами ПП-3.
Окраска самолётов. Большая часть машин полностью окрашивалась «серебрянкой» — алюминиевой пудрой. Самолёты бомбардировочных вариантов (а также переоборудованные из таких) окрашивались снизу и с боков в белый «противоатомный» цвет. Зарубежные (египетские) имели камуфлированную окраску. Радиопрозрачные обтекатели антенн окрашивались в шаровый (серый) или серо-зелёный цвет. Также принято было окрашивать триммер руля направления в ярко-красный (иногда красились триммера на всех рулях). Внутри самолёт не красился и имел цвет жёлтой грунтовки, также не было никаких декоративных панелей и перегородок. Этажерки с оборудованием и полки в отсеках, так же, как и интерьер кабины, окрашивались в тёмно-зелёный цвет, агрегаты, пульты и блоки были преимущественно чёрные, некоторые красились серебрянкой или молотковой эмалью. Приборные доски окрашивались матовой чёрной эмалью «Муар-25». Первоначально на самолётах рисовались бортовые номера в районе передней г/кабины, в дальнейшем номера наносились только на киле и на створках ниши передней стойки шасси. Некоторые из поставленных в Египет Ту-16 имели многоцветный камуфляж. «Бортовая живопись» на Ту-16-х не практиковалась.

### Топливная система
Состояла из 27 резиновых баков с общей заправочной ёмкостью от 42250 до 43800 литров (зависит от варианта исполнения) авиационного топлива ТС или Т-1, с примесью по весу 1% масла. Все баки сгруппированы в 10 расходных групп, по 5 групп на каждый двигатель. Баки размещаются: в фюзеляже — бак № 1 (шпангоуты № 15-17), затем бак № 2 (шпангоуты № 22-25), в центроплане баки №№ 3, 6 лев. и 6 прав (шп. №№ 26-33); в корме бак № 4 (шпангоуты № 50-52) и бак № 5 (шпангоуты № 52-56). Крыльевые баки делятся на правые и левые, нумерация от бака № 7 до № 16. Они занимают вся внутреннюю полость крыла вплоть до нервюры № 12.
Все вкладные топливные баки выполнены из керосиностойкой резины марки «3826». Все баки, кроме № 1, 2 и 5 — протектированы двумя слоями специальной резины: резиновой губкой «Аназот» марки Р29 и сырой резиной марки Р16. Протектор предотвращает течь бака при его повреждении. Для повышения механической прочности резиновая поверхность бака покрыта слоем капронового полотна. Внутри баков были установлены распорные металлические Г- и П-образные профили из дюраля, удерживающие стенки баков от складывания.
Питание топливом двигателей осуществлялось: левый двигатель питался из баков левой плоскости и фюзеляжных баков №№ 1, 2, 4 и 6 лев.; правый двигатель питался из баков правой плоскости и фюзеляжных баков № 6 прав. и кормового № 5. В центроплане был установлен кран перекрёстного питания для выравнивания уровня топлива при неравномерной выработке. Для контроля, измерения суммарного количества топлива, правильного расходования топлива в полёте и поддержания центровки в эксплуатационных пределах была установлена электронная система СЭТС-60Д. Для контроля расходования топлива двигателями было установлено два расходомера РТС-16. Топливная система имеет сигнализацию аварийного остатка топлива на 30 и на 15 минут полёта. 
Невырабатываемый остаток топлива в полёте составляет 400 литров, который можно расходовать только в экстренных случаях, при этом после посадки и остановки самолёт упадёт на хвост из-за смещения центровки назад.
Заправка топливом выполняется через верхние заливные горловины баков № 1-6 на фюзеляже и горловины крыльевых баков № 7 и № 12. Крыльевые баки № 7-11 и № 12-16 постоянно соединены меж собой фланцевыми соединениями, в них топливо распределяется самотёком. Заправка самолёта производится раздаточным пистолетом заправщика поочерёдно по группам баков, централизованной системы на самолёте установлено не было.
При необходимости снижения веса самолёта в полёте предусмотрен аварийный слив топлива в полёте из 1, 3 и 4 групп баков. Посадка самолёта с весом более 48 тонн не разрешается (потом разрешили до 50 тонн).
В качестве пускового топлива для турбостартёров двигателей использовался авиационный бензин Б-70 с примесью 1% моторного масла.

### Система управления полётом
Классическая безбустерная, с механической проводкой, сдвоенная. Управление по крену — элеронами, по тангажу — рулём высоты, по курсу — рулём направления. Стабилизатор непереставной (фиксированного угла). Для снятия нагрузок применяются триммеры с электроприводом и тросовой дублирующей проводкой. В качестве исполнительных агрегатов автопилота применялись три электрические рулевые машинки, параллельно включённые в проводку управления. Закрылки — однощелевые, с электроприводом.

### Гидросистемы
На самолёте было смонтировано две гидросистемы, основная и тормозная, с давлением нагнетания 150 кгс/см² гидравлического масла АМГ-10, Основная система служит для привода створок бомболюка, выпуска/уборки фюзеляжного балочного держателя, стоек шасси, привода стеклоочистителей на лобовых стёклах лётчиков, разворота передних колёс. Колёса передней ноги управлялись от штурвальчика с рабочего места командира. Давление в этой гидросистеме создаётся двумя гидронасосами на двигателях — агрегат 435.
Тормозная гидросистема используется для торможения колёс шасси, а при необходимости она может подключаться на закрытие створок бомболюка и на выпуск или уборку шасси. Давление в системе создаётся электрической насосной станцией агрегат 465К. В системе торможения установлены два гидроаккумулятора: основного торможения и аварийного торможения.

### Воздушная система
Система сжатого воздуха служит для подачи сжатого воздуха потребителям на борту самолёта. Система обеспечивает работоспособность следующих потребителей:
- система управления аварийным сливом топлива
- герметизация шланга заправки системы заправки в воздухе
- краны включения противообледенителей двигателей
- система пневмоперезарядки пушек
- система управления замками аварийного сброса входного и аварийных люков передней гермокабины
- герметизация входных люков
- управление кранами наддува передней и задней гермокабин
- управление кранами противообледенителей крыльев
- аварийный сброс верхних люков лётчиков и отключение штурвала
- система отката кресел лётчиков
- управление подъёмом и опусканием кресла штурмана-оператора
- управление заслонкой продува подкапотного пространства двигателей (заслонка автоматически закрывается при пожаре)
- система подкачки станции «Аргон»
- система подкачки станции «Рубидий»
- система питания А-2
- управление люком ЦОСАБ

Источниками давления служат два поршневых компрессора на двигателях, именуемые как агрегат 380. Для обеспечения высотности воздух берётся не из атмосферы, а за седьмой ступенью компрессора двигателя АМ-3, далее он охлаждается в теплообменнике до температуры +40 °С. В пневмосистеме в полёта автоматически поддерживается рабочее давление в диапазоне 140-155 кг/см², часть воздуха редуцируется до давления 60 кг/см². Хранение запаса сжатого воздуха на борту осуществляется в двух баллонах на 4 литра (150 атм),  6 шарообразных баллонах на три литра (150 атм), 10 шарообразных баллонах на три литра (60 атм) и одного баллона на 2 литра (60 атм). При подготовке к вылету воздушная система дозаряжается до рабочих параметров от наземной установки сжатого воздуха (типа ВЗ-20)

### Противопожарная система
Включала систему сигнализации о пожаре и стационарную систему пожаротушения. Система рассчитана на контроль пожароопасных мест самолёта, а именно двигателей и всех топливных баков. В качестве огнегасящего состава применялась жидкая углекислота, заряженная в 4 баллона ОСУ-3П, установленные в обогреваемом контейнере. Включала два блок-крана, систему сигнализации о пожаре, систему трубопроводов. В качестве датчиков пожара использовались контактные термоизвещатели, контакты которых автоматически замыкаются при повышении температуры до 140-170 градусов. Система имеет две очереди пожаротушения: первую автоматическую и вторую, инициируемую нажатием соответствующей кнопки в кабине экипажа. Также имелись два одинаковых ручных переносных углекислотных огнетушителя (на 2,3 литра), по одному в передней и задней кабинах.
Система нейтрального газа служит для заполнения топливных баков углекислым газом, для предотвращения пожара при прострелах зажигательными снарядами. Жидкая углекислота хранится в шести баллонах ОСУ-3НГ под давлением 170 кг/см². Ёмкость одного баллона составляет 5,7±0,1 кг. Система применяется только в боевой обстановке и приводится в действие на земле за 30-60 минут до вылета.

### Система кондиционирования и жизнеобеспечения
В двух гермокабинах самолёта поддерживалась нормальная для жизнедеятельности температура и давление от уровня земли до высоты 7200 метров, для чего на борту была установлена система наддува и кондиционирования, отдельно для передней и отдельно для задней кабины. Воздух отбирался от 7-х ступеней компрессоров двигателей, имея температуру от +155 до +260 градусов, с давлением от 1,6 до 6 атмосфер, охлаждался в турбохолодильной установке (ТХ и ВВР в одном агрегате), редуцировался и подавался через регулятор температуры в гермокабину (регулирующий термостат ТРТВК-45). В связи с несовершенством автоматики не рекомендовалось в полёте использовать автоматический регулятор температуры до выхода системы кондиционирования на устойчивый режим работы. Автоматический регулятор был рассчитан на поддержание температуры в диапазоне от +15,5 до +26,5 градусов. Воздух в кабины подаётся по трубопроводам обдува стёкол, блистеров, а также к ногам членов экипажа.
В целом система обогрева кабин на Ту-16 не отличалась эффективностью и по доработке в контур обдува остекления были дополнительно установлены две электрические печки изделие 107, которые в процессе работы засасывают воздух из кабины, нагревают его и направляют на стёкла.
С целью теплошумоизоляции обе гермокабины на самолёте обклеивались изнутри мягкими стёгаными облицовочными панелями из материала АЗТ тёмно-зелёного цвета с ворсовым наполнителем из материала АТИМ-9, АТИМО-13, АТИМО-17. Панели наклеивались встык на каркас фюзеляжа клеем АМК и № 88.
Интересно, что в конструкции СКВ самолёта Ту-16 изначально был предусмотрен контур обогрева и вентиляции высотных костюмов (в книге написано — скафандров), но из-за их отсутствия на момент создания самолёта контур был просто заглушён и больше никогда не применялся. Штатной экипировкой экипажа было стандартное лётно-техническое обмундирование (в зимнее время — унты), чёрный кожаный шлемофон типа ШЛ-82 с ларингофонами, очками и маской, и спасательный надувной жилет типа АСЖ-58 оранжевого цвета. Морские спасательные костюмы типа МСК экипажами никогда не использовались.
Для местности с жарким климатом в системе наддува кабин самолёта Ту-16 имелся отдельный контур «вентиляция кабин на малых высотах», предусматривающий продув кабин  от скоростного напора, при этом входные люки должны быть разгерметизированы.
Работа СКВ: при полёте на высотах до 2000 метров давление наддува в кабине отсутствует, весь поступающий в кабины воздух сбрасывается за борт регулятором давления АРД-54. При полётах на высотах от 2000 метров до 7200 метров регулятор давления поддерживает постоянное давление в кабине, соответствующее высоте 2000±200 метров, с максимальным перепадом на высоте 7200 м (разницей давления в кабине и за бортом) 0,4 атм. С подъёмом самолёта на высоту более 7200 метров АРД поддерживает постоянный перепад давления 0,4, при этом высота в кабине постепенно растёт. Начиная с высоты 7200 метров экипаж использовал маски и кислородные приборы КП-16 или КП-24 (однако полёты без пристёгнутых масок в целях безопасности на высотах свыше 4000 метров не разрешались).
Запас жидкого кислорода хранился в трёх кислородных приборах КПЖ-30, отдельно для экипажа в передней (два газификатора), и отдельно задней кабинах. Ту-16 был первым советским самолётом, оборудованным подобными установками. КПЖ-30 имеет техническую ёмкость 32 литра, заправочную — 30 литров жидкого кислорода, из которого получается 22000 литров газообразного. КПЖ передней кабины установлены в техническом отсеке ниши передней ноги шасси между шпангоутами № 12 и № 14, КПЖ задней кабины установлен в заднем техотсеке на полке шп. № 22. Заправка всех газификаторов выполняется централизовано от наземного транспортного резервуара жидкого кислорода.

### Противообледенительная система
Противообледенители на самолёте были двух типов. Передняя кромка крыла и входные аппараты двигателей обогревались горячим воздухом, отбираемым от компрессоров  двигателей. Хвостовое оперение циклично, по программе, обогревалось электрическими нагревательными элементами, установленными внутри передней кромки. Лобовые силикатные стёкла кабины лётчиков и нижнее стекло фонаря штурмана-навигатора были оснащены плёночным нагревательным элементом и имели двухступенчатый подогрев (наземный и полётный).

### Система аварийного покидания
Включала катапультные кресла для всех членов экипажа. Командир корабля и правый лётчик катапультировались вверх, остальные члены экипажа — вниз. Нижние входные люки при этом сбрасывались, через них катапультировался второй штурман и КОУ. У штурмана и у радиста имелся аварийный люк в полу кабины, у обоих лётчиков имелись аварийные люки сверху фонаря. Все кресла были выполнены с чашкой под парашют (то есть человек сидит на парашюте). Объединённого разъёма коммуникаций ОРК, как на креслах следующих поколений, не предусмотрено. Парашюты были типа ПЛК-45, в комплект каждого парашюта входит плоский парашютный кислородный прибор КП-23, который используется для дыхания при покидании самолёта с любой высоты вплоть до практического потолка. Сверху фюзеляжа в двух контейнерах было уложено две надувные лодки ЛАС-5М. При полётах над морем экипажи одевали спасательные жилеты типа АСЖ-58.

### Силовая установка
Включает два турбореактивных двигателя АМ-3 или РД-3М. Ввиду разных тяговых характеристик установка на самолёт одного двигателя АМ-3, а второго РД-3М — не допускается. Силовая установка включает следующие узлы, агрегаты и системы:
- мотогондолы с воздушным трактом, каркасной частью, капотами и эксплуатационными люками
- системы основного и пускового топлива
- две системы маслопитания двигателей
- общая система пожаротушения двигателей
- система управления двигателями
- электрическое оборудование и аппаратура контроля двигателей

ОТД двигателя АМ-3 (в скобках РД-3М):
- тип двигателя: турбореактивный двигатель с восьмиступенчатым осевым компрессором, двухступенчатой осевой турбиной, прямоточной камерой сгорания
- тяга на максимальном режиме, кг — 8700 (9500)
- тяга на номинальном режиме, кг — 7000 (7650)
- тяга на режиме малый газ, кг — 420
- топливорегулирующая аппаратура двигателя, тип — ПН-28-15 с гидрозамедлителем
- давление рабочего топлива перед форсунками, не более — 90 кг/см2
- число оборотов ротора в минуту на максимальном режиме работы двигателя — 4650±25 (4700±50)
- число оборотов ротора в минуту на номинальном режиме — 4350-50 (4425±25)
- число оборотов ротора в минуту на режиме малого газа — 1750+50
- время приёмистости двигателя (на земле), сек, не более — 17
- максимальная температура газов в сопле двигателя (максимально допустимая) — 720 °С
- усреднённая температура газов на номинальном режиме работы в полёте, не более — 610 °С
- максимально допустимое непрерывное время работы двигателя на максимальном режиме, не более — 8 мин
- продолжительность непрерывной работы двигателя на номинальном режиме, не более — 120 мин (не ограничена)
- топливо основное: Т-1 или ТС с добавкой 1% минерального масла МС-20 или МК-22
- топливо для турбостартёра: неэтилированный бензин Б-70 с добавкой 1% минерального масла МК-8 или трансформаторного масла
- масло в маслосистему двигателя — МК-8 или трансформаторное масло
- стартёр двигателя — газотурбинный двигатель С-300-75
- система зажигания двигателя — электроискровая, восемь свечей СД-55С
- время запуска двигателя (выход на режим малого газа), не более — 120 сек

Навесные агрегаты двигателя:
- генератор постоянного тока ГСР-18000 (2 шт.)
- воздушный компрессор АК-150Н (агрегат 380)
- гидронасос агрегат 435В
- датчик тахометра ТЭ5-2

Двигатель установлен в мотогондоле на первой отъёмной части крыла. Мотогондола состоит из заборника воздуха всасывающего канала, средней части сложной конструкции, капота и стекателя газов. Сам двигатель крепится к фюзеляжу посредством 7 трубчатых стальных подкосов с регулируемой длиной.
Для смазки трущихся деталей на каждом двигателе смонтирована масляная система: включающая маслонасос на двигателе, маслобак, топливно-масляный радиатор, трубопроводы и краны. Ёмкость маслобака 40 литров.

### Авиационное и радиоэлектронное оборудование
На самолёте стояло самое передовое на то время оборудование:
Приборное и навигационное оборудование: астрокомпас АК-53П и ДАК-50М (ДАК-2), дистанционный экваториальный астрокомпас типа ДАК-Б (или ДИК-46М), секстант ИАС-51, навигационное устройство АНУ-1, навигационный индикатор НИ-50Б, дистанционный гирокомпас ДИК-46 (ДГМК-7), авиагоризонты АГБ-1 или АГБ-2 или дистанционный авиагоризонт типа АГД-1, гирополукомпас ГПК-48 или ГПК-52, выключатель коррекции ВК-53, электрический указатель поворота ЭУП-46М или ЭУП-53.
Радионавигационное оборудование самолёта — система СПИ-1, позднее заменённая на РСБН-С «Свод», радиокомпас АРК-5, радиовысотомер малых высот РВ-2 (РВ-УМ), радиовысотомер больших высот РВ-17М, система слепой посадки «Материк». По доработке после 1980 года на некоторые самолёты установили систему дальней навигации РСДН А-711.
Связное оборудование — СВ-КВ радиопередатчик дальней связи Р-807 или Р-808, работал в паре с приёмником УС-9. По две командные УКВ радиостанции Р-800 или Р-802, затем по доработке ставили более современную Р-832М «Эвкалипт». Аварийная радиостанция в комплекте укладки надувной спасательной лодки ЛАС-5 — АВРА-45, затем поменяли на более совершенную Р-851.
Радиотехническое оборудование. Доплеровский измеритель скорости и сноса ДИСС-1, запросчик-ответчик системы госопознавания СРЗО-2М «Хром-Никель», ответчик СО-69, станция предупреждения об облучении СПО-2 «Сирена-2» или СПО-3 «Сирена-3» (позднее на ряде машин заменённая по доработке  на СПО-10 «Сирена-3М»).
Фотооборудование. Для разведки или контроля бомбометания на самолёт в передний технический отсек штатно устанавливался один из аэрофотоаппаратов: дневные —  АФА-33/50М, АФА-33/75М или АФА-33/100М; ночные НАФА-3с/50 или НАФА-6/50. Для фотографирования ночью на самолёт можно подвесить до 24 фотоосветительных бомб ФОТАБ.
Средства объективного контроля.  Был установлен речевой регистратор переговоров экипажа МС-61Б, регистратор полётных данных двенадцатиканальный МСРП-12-96, самописец барометрических данных полёта, вначале двухкомпонентный К2-75 (К-2-713), затем он был заменён на трёхкомпонентный самописец К3-63. Для фотоконтроля стрельбы из пушек штатно устанавливались четыре фотопулемёта ПАУ-457 и один С-13. Для фотографирования экрана РЛС применялась фотоприставка ФАРЛ-1, затем заменена на ФАРМ-2.
Электрооборудование построено по однопроводной схеме с общим минусом на корпусе. В качестве источников постоянного тока использовались четыре генератора ГСР-18000 (по два на каждом двигателе) и свинцовая аккумуляторная батарея 12САМ-55 (батарея состояла из двух аккумуляторов 6САМ-55, соединённых последовательно). Также на самолёте применялась сеть 115 вольт 400 герц, запитанная от двух электромашинных преобразователей ПО-4500. Вся электропроводка выполнена проводами марки БПВЛ различного сечения, собрана в жгуты и отбандажирована по внутренней конструкции планера.
Помимо этих источников тока, на разных модификациях самолёта дополнительно устанавливались различные преобразователи электроэнергии в различных сочетаниях для питания дополнительно установленной аппаратуры и систем.
Автопилот АП-5-2М, затем АП-6Е обеспечивал: стабилизацию самолёта в прямолинейном горизонтальном полёте, управление самолётом от рукояток управления автопилота, управление самолётом в боковой плоскости от бомбового прицела в процессе наводки, стабилизацию барометрической высоты полёта (только АП-6Е). Исполнительные агрегаты автопилота — три электрические рулевые машинки, параллельно подключённые в проводку управления.
Светотехническое оборудование. Общее внутреннее освещение кабин было обычными белыми лампами накаливания — точечные светильники на подкосах и потолочные плафоны ПС-45. Однако в полёте для освещения приборных досок использовались светильники ультрафиолетового облучения типа АРУФОШ-45 или АРУФОШ-50 с люминесцентными лампами УФО-4А, которые облучали светосостав временного действия, нанесённый на шкалы и стрелки приборов, а также на надписях на приборных досках и ручках управления, вследствие чего возбуждалось свечение светосостава. (До 1962 года шкалы и стрелки приборов были покрыты светосоставом постоянного действия на основе солей радия, который слабо светился под действием радиоактивных изотопов. Ультрафиолетовое освещение предназначалось в этом случае для увеличения яркости свечения светосостава). Все приборные доски лётчиков и штурмана окрашивались матовой чёрной краской, остальное внутреннее оборудование — в тёмно-зелёный цвет). Посадочные фары выдвижные, две ПРФ-4 в нижней носовой части фюзеляжа, рулёжные — две ФР-100 на передней стойке. На самолётах, оборудованных приёмником топлива крыльевой заправки, на левом борту передней гермокабины также устанавливалась фара ФР-100 освещения левой плоскости. Два проблесковых маяка красного цвета с механическим вращением ламп устанавливались на нижней и верхней поверхностях фюзеляжа. На некоторые машины по доработке поставили маяки с импульсными лампами дугового разряда (как на Ту-134). Бортовые аэронавигационные огни стандартные, типа БАНО-45: левый — красный, правый — зелёный и хвостовой огонь — белый.

### Вооружение
Оборонительное. 
Система пушечного вооружения ПВ-23.
Штатным оборонительным вооружением самолёта были три взаимосвязанные дистанционные башенные установки — ДТ-В7 верхняя (кругового вращения), ДТ-Н7с нижняя и ДК-7 кормовая, и одна жёстко зафиксированная носовая пушечная установка справа внизу кабины экипажа.  Всего на самолёте было семь двадцатитрёхмиллиметровых пушек типа АМ-23. На ракетоносцах-носителях системы К-10 носовая пушка не устанавливалась (то есть было шесть пушек). 
Стрельбой из кормовой установки управлял КОУ, стрельбой из нижней — ВСР, из верхней — второй штурман (штурман - оператор). Огонь с неподвижной носовой пушки мог вести командир корабля и второй лётчик.
Система ПВ-23 автоматически рассчитывала угловые поправки к стрельбе для каждой установки, исходя из текущих условий полёта, вводя необходимое рассогласование между прицельной станцией и стволами оружия.
При необходимости залпового огня КОУ или второй штурман могли взять управление всеми стрелковыми установками на себя, от своей прицельной станции, ведя огонь по цели одновременно с шести пушек, при этом автоматические поправки для стрельбы рассчитывались баллистическими вычислителями для каждой установки персонально. 
Для контроля задней полусферы в условиях недостаточной видимости, ночью или в облаках на самолёте была установлена обзорно-прицельная радиолокационная станция ПРС-1 «Аргон», с ней работал КОУ.
Наступательное (бомбовое).
Нормальная бомбовая нагрузка во внутреннем грузоотсеке составляла до 9000 кг, . Предусматривалась и внешняя подвеска свободнопадающих бомб на многозамковые балочные держатели.
На боковых стенках грузоотсека монтировались кассетные держатели следующих типов: КД3-488 — шесть штук, по три справа и слева; или КД4-388 — четыре штуки, по два справа и слева; или мостовый балочный держатель МБД6-16 (один в отсеке по центру). Максимальное количество бомб на кассетных держателях внутри отсека — до 24 штук.
Согласно Инструкции по эксплуатации самолёта Ту-16 книги 3, внутренняя загрузка предусматривала 8 основных вариантов подвески следующих грузов:
- на КД3-488 — 16 САБ-100-75 (1152 кг), или 24 ФОТАБ-100-80 (1920 кг), или 24 ФАБ-250М46 (5263 кг), или 24 ФАБ-250М54 (5660 кг)
- на КД3-488 — 18 ФАБ-500М46 (7686 кг) или 18 ФАБ-500М54 (8386 кг)
- на КД4-388 — 6 ФАБ-1500М46 (8871 кг) или 6 ФАБ-1500М54 (9324 кг)
- на КД4-388 — 2 ФАБ-3000М46 (5963 кг) или 2 ФАБ-3000М54 (9116 кг)
- на МБД6-16 — 1 ФАБ-5000М54 (5220 кг) или 1 ФАБ-9000М54 (9290 кг)
- на КД3-488 — 16 ФАБ-250М43 (4000 кг)
- на КД3-488 — 12 ФАБ-500М43 (5706 кг)
- на КД4-388 — 4 ФАБ-1000М43 (4380 кг) или 4 ФАБ-2000М43 (8260 кг)

Также на самолёт могли подвешиваться торпеды типа РАТ-52 или 45-56НТ, морские мины типа АМД, крылатые ракеты (КС-1 Комета, в дальнейшем КСР-2, КСР-5, КСР-11, К-10С). Ракетоносец Ту-16К-10-26 мог сразу взять три крылатые ракеты — две КСР-5 и одну К-10, при этом боевая нагрузка составляла 12410 кг. Этот же ракетоносец мог дорабатываться для внешней подвески бомб, для чего на крыльевые балки ракетной подвески могли монтироваться специальные переходные узлы, позволяющие вешать свободнопадающие бомбы. Каждый самолёт штатно был оборудован различным подъёмно-такелажным оборудованием, облегчающим наземному персоналу подвеску грузов и зарядку пушек.
Для постановки помех на самолёте в заднем техотсеке стоял автомат сброса отражателей АСО-2Б — контейнер, снаряжённый пачками полуволновых диполей из металлизированного стекловолокна или полосок фольги. Для более серьёзных заданий в грузовом отсеке монтировались автоматы АСО-16, а затем и АСО-22.
Для подвески сигнально-ориентирных авиабомб на самолёте был предусмотрен отдельный отсек ЦОСАБ, в котором монтировались два ящичных держателя ДЯ-СС, в каждый можно загрузить по шесть бомб.
Для обеспечения внешней сигнализации самолёт был оборудован ракетными установками (так написано в руководстве) ЭКСП-39 (электрифицированная кассета сигнальных патронов калибра 39 мм). В каждую такую кассету снаряжалось по 4 сигнальных патрона, всего в три кассеты 12 шт. Управление отстрелом сигнальных патронов находилось в кабине штурмана.
Для бомбометания по оптически видимым целям использовался векторно-синхронный оптический бомбовый прицел ОПБ-11р с трёхкратным увеличением, связанный по боковому каналу с автопилотом АП-5-2М (позднее АП-6Е). По невидимым целям прицеливание производилось с помощью радиоприцела РБП-4 «Рубидий ММ-П», работающего в связке с ОПБ. Позднее РБП-4  заменили на РБП-6 «Люстра» или «Рубин-1А», связанного с навигационно-бомбардировочным автоматом «НБА». На ракетных вариантах самолёта применялись РЛС «Кобальт-П», «Рубин-1», «Рица».
Оптический бомбовый прицел ОПБ-11р предназначен для прицельного бомбометания во всём рабочем диапазоне высот и скоростей самолёта-носителя. Прицел автоматически вырабатывает углы прицеливания, бокового смещения и сноса; обеспечивает боковую наводку на цель самолёта векторным способом и способом кратного угла; выдаёт в РБП-4 наклонную дальность до цели и углы поперечной и азимутальной стабилизации, обеспечивая во время бомбометания совмещения перекрестия на экране РБП-4; сигнализирует о приближении момента сброса бомб и выдаёт сигналы на открытие створок бомбоотсека и в электросбрасыватель.
В состав прицела входит непосредственно сам прицел и его отдельно смонтированный комплект оборудования:
- блок электронных реле
- решающий прибор
- преобразователь тока УФ-1с (для питания гиромоторов прицела напряжением 36 вольт 400 гц)
- датчик высоты ДВ-15
- датчик скорости ДС-1200
- высотный блок
- коробка управления

Питание прицела от бортовой сети постоянного тока 27 вольт и от сети переменного тока 115 вольт. Потребляемая мощность по постоянному току 550 вт, по переменному току 150 ва.

## Эксплуатация и боевое применение
На протяжении десятилетий Ту-16 оставался основным самолётом в авиационной компоненте сил стратегического сдерживания СССР. Ту-16 морской авиации выполняли задачи слежения и сопровождения авианосных ударных групп США во всём Северном полушарии. Иногда эти полёты приводили к авариям и катастрофам. Так, 15 июля 1964 года, при выполнении вылета на воздушную разведку кораблей АУГ «Энтерпрайз» в Японском море, по неустановленной причине произошла авиационная катастрофа самолёта Ту-16Р 50-го ОДРАП. 25 мая 1968 года на глазах у моряков авианосца «Эссекс» погиб самолёт-разведчик Северного флота в Норвежском море. 27 июня 1980 года при разведывательном облёте группы кораблей Сил самообороны Японии был потерян Ту-16Р ВВС Тихоокеанского флота.
В ходе полигонных бомбардировок прошли проверку все штатные спецбоеприпасы, включая ракеты. Так, в 1957 году только на Семипалатинском полигоне с Ту-16А состоялось не менее 5 сбросов атомных бомб: 8 марта, 22 и 26 августа, 13 и 26 сентября. В следующем году проведено уже 8 ядерных бомбардировок: 4 января, 13, 14, 15 (две), 18, 20 и 22 марта. Больше всего сбросов — 24, произвели в 1962 году. С Ту-16А была сброшена и испытана первая советская термоядерная бомба РДС-37д 22 ноября 1955 г. на полигоне № 2 под Семипалатинском. В дальнейшем Ту-16А принимали участие в испытаниях РДС-37д как в частичном исполнении (мощностью 900 кт), так и в полном (2,9 мгт) на Новой Земле. Кроме того, Ту-16А активно использовались для сброса баллистических макетов перспективных боеприпасов как на этих полигонах, так и на полигонах в Багерово и Ногинске. 22 августа 1962 года экипаж командира 924-го МТАП подполковника Курникова В. Ф., взлетев с аэродрома Оленья, выполнил реальный пуск крылатой ракеты К-10С с ядерной БЧ по цели на Новой Земле. Последний сброс атомной бомбы в СССР состоялся также с борта Ту-16 в конце 1962 года перед вступлением в силу Договора о запрещении ядерных испытаний в трёх средах.
Ту-16 52-го ТБАП 23 мая 1958 года выполнил посадку на дрейфующую льдину в районе арктической станции СП-6. Однако при взлёте самолёт занесло и он зацепил стоявший Ил-14 (по др. информации — Ли-2), оба самолёта получили повреждения. Ремонт Ту-16 оказался невозможным и самолёт почти год дрейфовал вместе с полярниками. В сентябре 1958 года его обнаружил канадский самолёт-разведчик и назревал международный скандал, поэтому с самолёта сняли всё самое ценное и 16 апреля 1959 года его сожгли. Вместе с самолётом на станции СП-6 находился «в длительной арктической командировке» техник.

### Гражданская война в Северном Йемене
Впервые в бою бомбардировщик Ту-16 применялся во время войны в Йемене в 1960-х годах

### Шестидневная война
Египет
Перед вторжением Израиля в 1967 году у Египта имелось 25 бомбардировщиков Ту-16 и 81 лётчик на них .
Во время войны израильские ВВС, благодаря использованию фактора внезапности, смогли уничтожить 23 из 25 Ту-16 египетских ВВС. Самолёты египтян находились на открытых стоянках и уничтожались израильтянами напалмовыми и бомбовыми кассетами во время пролёта вдоль рулёжной полосы. После этого вся советская военная авиация начала переводиться на капонирные стоянки.
Ирак
Один египетский Ту-16 улетел и совершил посадку на территорию Ирака. Израильские самолёты в ходе налёта на иракский аэродром H-3 атаковали стоящие там иракские Ту-16, но попасть ни в один не смогли.
После израильского удара по Египту 6 июня 1967 года с авиабазы Хаббания на задание отправились два иракских Ту-16 10-й эскадрильи (командиры капитаны Фарук аль-Тай и Хуссейн Мохаммад Хуссейни). Самолёт аль-Тая сбросил бомбы в Натании, убив 1 и ранив 21, при возвращении получил прямое попадание ракеты «воздух-воздух» израильского перехватчика «Мираж», но смог вернуться на аэродром. Ту-16 Хуссейни направился в сторону Мигдаль-а-Эмек, где обстрелял из пушек центр воздушного контроля ВВС. Ещё 9 бомб сбросил в районе Афулы. Бомбы не взорвались, но позже при их ликвидации погибло 2 бойца подразделения по разминированию. При возвращении Ту-16 был поражён огнём 40-мм зенитной артиллерии 881-го дивизиона и начал снижение, капитан Хуссейни направил горящий самолёт на израильскую базу «Махане Амос», в результате падения на базу были полностью разрушены 3 казармы, уничтожены 2 батареи миномётов M-65, 14 израильских солдат погибли и 8 были ранены. Весь экипаж Ту-16 6 человек погиб (недоступная ссылка с 23-02-2017 [3065 дней]).

### Столкновения с американскими истребителями
11 марта 1970 года разведывательный египетский Ту-16Р с советским экипажем над Средиземным морем был перехвачен истребителем F-4 «Фантом» ВМС США. «Фантом» жестами указал Ту-16 уйти из зоны полётов, Ту-16 начал разворот в сторону «Фантома», при котором произошло столкновение. Оба самолёта получили вмятины, F-4 был вынужден прекратить перехват и приземлился на авианосце, а советский экипаж остался в этой зоне до конца выполнения задания.
По заявлениям некоторых западных источников в ходе столкновения в 1970 году Ту-16 с F-4 «Фантом», «Фантом» был потерян.
По израильским заявлениям 11 сентября 1971 года над Средиземным морем опять произошло столкновение египетского Ту-16 с советским экипажем с американским истребителем F-4, оба самолёта смогли вернуться на базу..
По данным некоторых источников 4 октября 1973 года советский Ту-16 столкнулся с американским F-4, оба самолёта смогли вернуться на базу.

### Война Судного дня
4 ноября 1971 года в Египте совершил посадку первый ракетоносец Ту-16К. В дальнейшем прибыло ещё 9, они стали готовиться к следующей войне. Цели для ракетных ударов, выбирались по снимкам самолётов-разведчиков МиГ-25 и космической разведки.
В арабо-израильской войне 1973 года египетские Ту-16 приняли ограниченное участие. На тот момент Египет имел 32 Ту-16 (Ту-16Т, Ту-16КСР-2-А, Ту-16КСР-2-11, Ту-16Р и Ту-16К) в составе:
34-я баэ (11 Ту-16) АБ Джанаклис. Комэск Ахмед Самир Сайед Ахмед;
35-я баэ (11 Ту-16) АБ Асуан. Комэск Али Ати Салама;
36-я баэ (10 Ту-16К) АБ Каир-Вест. Комэск Мохаммед Рауф Хелми.
- В первом ударе 6 октября 1973 года участвовали 7 ракетоносцев Ту-16. Одна из ракет КСР-2 попала в полевой лагерь у Белузы, уничтожив штаб 9-го танкового батальона, была уничтожена техника, 3 израильтян были убиты и 4 ранены. Другой ракетой был уничтожен крупный склад[16].
- Вечером того же дня пара Ту-16 крылатыми ракетами КСР-11 уничтожила радиолокационные станции прикрывающие Шарм-эль-Шейх на юге Синайского полуострова — уничтожены 1 РЛС AN/TPS-43 и 1 РЛС AN/TPS-44, 5 израильтян были убиты и 9 ранены. По информации некоторых источников при нанесении этого удара крылатой ракетой в ходе спонтанного манёвра был сбит истребитель прикрытия «Мираж»[17].
- Бомбардировщики Ту-16 осуществили несколько ночных ударов по прифронтовым и тыловым объектам израильтян. В частности, 11 октября несколько бомб упали на расположение 890-го батальона израильских парашютистов, убив 8 из них.
- Ковровым бомбардировкам подвергались нефтяные месторождения в Абу-Родейс.
- 14 октября одиночный Ту-16 пуском крылатых ракет уничтожил израильскую РЛС AN/TPS-43, прикрывающую аэродром Рефидим в центре Синая, убив при этом 2 операторов.
- Десятки бомб были сброшены на скопления израильских войск в районе переправы у Деверсуара.

За время войны Ту-16 совершили 32 боевых вылета на пуски крылатых ракет и ковровые бомбардировки. В ходе войны в общей сложности было выпущено 25 ракет КСР-2 и КСР-11, из которых своих целей достигли лишь 5, но эти попадания привели к очень значительным последствиям, например южнее синайского полуострова из за попадания крылатой ракеты в РЛС израильтяне потеряли контроль над обстановкой и не смогли провести ни одной операции. Количество используемого бомбового вооружения неизвестно.
По аэродромам базирования Ту-16 в Асуане и Каир Уэсте в ходе войны израильтяне не смогли нанести ни одного удара.
В ходе войны было потеряно два бомбардировщика Ту-16, ракетоносцев Ту-16К из 10 штук не были потеряно ни одного Информация о причинах потерь противоречива. По заявлениям skywar.ru, от вражеского огня не был потерян ни один Ту-16, при этом из двух потерянных самолётов один был сбит своими зенитчиками и один разбился по техническим причинам, оба экипажа погибли. По заявлениям В. Ильина, два Ту-16 были сбиты израильскими истребителями F-4 «Фантом» над Средиземным морем. Неясно на основе чего его информация, так как сами израильтяне заявили, что сбили один Ту-16.

### Египетско-ливийская война
Египетские Ту-16 использовались в войне с Ливией в 1977 году. Под их удары попали базы Тобрук, Эль-Адем и Аль-Куфра, при этом в Аль-Куфре Ту-16 уничтожили 2 РЛС, а один из ливийских истребителей Mirage разбился во время взлёта на их перехват

### Ирано-иракская война
Бомбардировщики Ту-16 принимали также участие в ирано-иракской войне 1980 года, базируясь на авиабазе Аль-Валид возле сирийской границы и периодически участвуя в налётах на иранские города, а также использовались как постановщики помех. На начало войны у Ирака имелось 6 бомбардировщиков Ту-16 в составе 10-й эскадрильи.
4 октября 1980 года иранский истребитель F-4E попытался преследовать иракский Ту-16, возвращающийся после нанесения удара по иранской территории. При подлёте к Басре иранский самолёт был сбит ракетой ЗРК С-75.
17 ноября 1983 года иракский Ту-16 ракетой КСР-2 в порте Бушир потопил иранскую плавказарму IINS Raffaello (45933 БРТ). Когда то бывший океанским лайнером корабль иранцы после начала войны приняли в состав ВМФ и использовали для перевозки военных моряков
21 апреля 1985 года четыре иракских Ту-16 осуществили ковровую бомбардировку Тегерана, в результате удара Иран потерял 78 убитыми и 325 ранеными. Все четыре Ту-16 успешно вернулись на аэродром в Таммузе.
В начале 1987 года Ту-16 использовались для ковровых бомбардировок наступающих иранских войск под Басрой. 9 января 4 Ту-16 вылетели для бомбардировки скопления живой силы восточнее реки Шатт аль-Араб. При подлёте один самолёт был сбит ракетой ЗРК HAWK, 5 членов экипажа погибло и 1 взят в плен. 3 других бомбардировщика успешно выполнили ковровое бомбометание по скоплениям иранских войск.
К концу войны через Египет были куплены 4 китайских H-6D (китайская версия Ту-16) с 50-ю ракетами C-601 Sylkworm (китайская версия П-15 «Термит» воздушного базирования). В 1988 году эти иракские самолёты выпустили около 30 ракет по кораблям возле иранского побережья, потопив и повредив не менее 15 из них. С учётом указанного выше «Рафаэлло» Ту-16 поразили в ходе войны не меньше 16 кораблей. Один H-6 и выпущенная им ракета были сбиты иранским перехватчиком F-14.
Известные случаи:
5 февраля 1988 года иранский сухогруз Iran Entekhab (водоизмещение 20 691 тонна) получил попадание ракеты C-601, выпущенной иракским Ту-16. Корабль получил тяжёлые повреждения, 1 иранский моряк погиб.
9 февраля 1988 года иранский супертанкер Shir Kooh (водоизмещение 285 700 тонн) получил тяжёлые повреждения попаданием ракеты C-601, выпущенной иракским Ту-16. Корабль вышел из строя и отбуксирован для ремонта.
12 февраля 1988 года пара иракских Ту-16 атаковала конвой танкеров, прикрываемых кораблями ВМС США. 2 ракеты Sylkworm были выпущены по американскому эсминцу Chandler. К счастью для американского экипажа обе ракеты не попали в цель. Ещё 1 ракета была выпущена по датскому супертанкеру Kate Maersk (водоизмещение 339 204 тонн), корабль получил тяжёлые повреждения, 1 датский моряк погиб и 3 было ранено. СМИ изначально заявили, что атака была произведена иранскими катерами или вертолётами, американские моряки с эсминца указывали что была атака именно Ту-16.
15 февраля 1988 года транспортный корабль Soleiman получил попадание ракеты C-601, выпущенной иракским Ту-16. Корабль получил тяжёлые повреждения, 4 члена экипажа было убито.
8 марта 1988 года танкер Tenacity получил попадание ракеты C-601, выпущенной иракским Ту-16. Корабль получил тяжёлые повреждения.
15 марта 1988 года либерийский танкер Trade Fortitude (водоизмещение 66 602 тонны) получил тяжёлые повреждения попаданием ракеты C-601, выпущенной иракским Ту-16. Корабль вышел из строя и отбуксирован для ремонта.
30 марта 1988 года кипрский супертанкер Anax (водоизмещение 259 499 тонн) получил тяжёлые повреждения попаданием ракеты C-601, выпущенной иракским Ту-16. Корабль вышел из строя и отбуксирован для ремонта.
1 июля 1988 года иранский супертанкер Khark 4 (водоизмещение 284 299 тонн) получил тяжёлые повреждения попаданием ракеты C-601, выпущенной иракским Ту-16. Корабль вышел из строя и отбуксирован для ремонта.

### Война в Афганистане
В Афганской войне Ту-16А, а также ракетоносцы Ту-16КСР-2-5 и Ту-16КСР-2-5-11, разведчики Ту-16Р и постановщики помех Ту-16П, оснащённые бомбовым вооружением, применялись для ударов по базам и скоплениям моджахедов. Типовая загрузка включала 12 ФАБ-500, в отдельных случаях использовались бомбы других калибров (250-, 1000-, 3000-, 5000- и 9000-кг). За три последних месяца войны советские Ту-16 сбросили 289 бомб ФАБ-9000.
Бомбёжки велись в дневное время с помощью оптических прицелов. Действия Ту-16 обеспечивали Ту-16П, создававшие помехи радиолокационным средствам системы ПВО Пакистана. К операциям привлекались практически все полки, эксплуатировавшие Ту-16 на Европейской части СССР. Они перелетали в Среднюю Азию и совершали боевые вылеты с аэродромов Ханабад, Мары и Карши отрядами по 3-4 или эскадрильями по 8-10 самолётов. 22 апреля 1984 г. в ходе Панджшерской операции состоялся один из самых массовых налётов Ту-16 на базы моджахедов. В нём принимали участие 24 ракетоносца Ту-16КСР-2-5, вооружённые ФАБ-250. Самолёты, оснащённые балочными держателями БДЗ-16К, несли по 40 бомб, а недоработанные под увеличенную бомбовую нагрузку — по 24. Были задействованы две эскадрильи 200-го гв. ТБАП из Бобруйска и одна — 251-го гв. ТБАП из Белой Церкви. Эскадрильи шли боевым порядком «пеленг» одна за другой. Первую восьмёрку вёл командир 200-го полка п-к Панин. Первоначально бомбометание планировалось вести с высоты 6000 м, но летевшие плотным боевым порядком самолёты попали в облачность, и ввиду опасности столкновений эшелон был увеличен до 8700-9500 м. В связи с отсутствием видимости целей бомбометание производилось при помощи системы РСДН. Первая восьмёрка подверглась зенитному обстрелу, но снаряды до самолётов не достали. Зенитные установки сразу были уничтожены, и следующие две эскадрильи противодействия не встретили. Через 4 часа после возвращения в Карши экипажи произвели повторный вылет. Теперь каждая группа имела отдельные цели — отряды душманов, уходившие в разных направлениях. Бомбы сбрасывались с высоты 1500—2000 м на хорошо заметного на фоне снега противника. Объективный контроль производился при помощи Ту-16Р. На фотографиях было отчётливо видно, что бомбардировщики с поставленной задачей справились отлично.
Летом 1986 года перед Дальней авиацией была поставлена задача подавлять опорные пункты моджахедов, расположенные в пещерах. Бомбометание обычными калибрами не приносило результатов, так как пещеры были выдолблены в камне и бетонированы. Было принято решение использовать самые тяжёлые из серийных обычных авиабомб — ФАБ-9000. К тому времени единственным самолётом советских ВВС, который мог нести ФАБ-9000, был Ту-16 (все 3М и М-4 были переделаны в танкеры, а в ТУ-95 теоретически можно было загрузить ФАБ-9000, но практически все самолёты были ракетоносцами и требовали переоборудования). Задачу поставили перед 251-м тяжелобомбардировочным полком из Белой Церкви. Бомбометание тяжёлыми фугасами по склонам дало впечатляющий эффект: сход сотен тонн камней хоронил устья пещер и подходы к ним, на дно ущелий валились карнизы, немногочисленные дороги и тропы упирались в нагромождения скальных глыб. Предполагалось, что на поиск обходных путей противнику приходилось тратить недели.

### Война в Персидском заливе
Три иракских бомбардировщика H-6 были уничтожены американской авиацией на аэродроме.

## Модификации
Строевые самолёты по нескольку раз за время эксплуатации переделывались в различные варианты и точный подсчёт всех модификаций, вероятно, уже невозможен. Также существовало множество самолётов одной модификации, но с различным оборудованием — к примеру, в эскадрилье постановщиков помех можно было не найти двух одинаковых самолётов. Часть самолётов переделывалась под конкретные задачи и могла стоять на вооружении только в одном определённом полку.
- «88» — Прототип. В начале 1952 года изготовлено 2 самолёта.
- Ту-16 (изделие Н, Badger A) — Средний бомбардировщик, первая серийная модификация с двигателями АМ-3А. Выпускался с 1953 года.
- Ту-16А (изделие НА) — Бомбардировщик — носитель ядерного оружия. Отличался бомбоотсеком с термоизоляцией и специальной «противоатомной» окраской фюзеляжа и плоскостей (белый низ и бока). Выпускался с 1954 года. Самая массовая модификация — построено 453 машины.
- Ту-16АФС — Самолёт для специальной аэрофотосъёмки. В грузовом отсеке были установлены фотоаппараты АФА-42/20, сняты пушки. Переоборудован один самолёт, применялся для фотосъёмки Байкало-Амурской магистрали.
- Ту-16Б — Средний бомбардировщик, опытная модификация с двигателями М-16-15 (РД16-15). Изготовлен в 1957 году.
- Ту-16В — Бомбардировщик. Построенный в трёх экземплярах самолёт — носитель водородной бомбы, аналогичной взорванному 30 октября 1961 года на Новой Земле сверхмощному устройству («Царь-бомба», «Кузькина мать»).
- Ту-16Г — единственный самолёт за номером №СССР-Л5411 был переделан в учебный, для подготовки экипажей ГА на Ту-104, и проходил по документации как Ту-104Г. Также самолёт использовался для срочной доставки грузов (почты).
- Ту-16Е «Азалия» (Badger K) — Самолёт радиоэлектронной разведки и РЭБ групповой защиты. Оснащался автоматическими станциями постановки активных помех «Азалия» — СПС-61, СПС-62, СПС-63, СПС-64, СПС-65 и СПС-66, автоматами постановки пассивных помех. На большинстве этих самолётов демонтировалась кормовая пушечная установка ДК-7.
- Ту-16Е-ХР — Самолёт предназначался для ведения фотографической, радиотехнической, радиационной и химической разведки, и по составу оборудования был близок к Ту-16РР, под плоскостями крыла устанавливались контейнеры для забора проб воздуха. Экипаж — семь человек.
- Ту-16З (Ту-16Ю, Ту-163[36], изделие НЗ) — Заправщик. Оснащался крыльевой системой заправки. Разработан в 1955 году. Переоборудовано более 100 самолётов Ту-16А.
- Ту-16ЗА — Бомбардировщик с системой дозаправки топливом в полёте. Отличался наличием топливоприёмника на левом крыле (позже на обоих).
- Ту-16ЗЩ — Заправщик. В отличие от Ту-16З имел систему дозаправки, используемую для заправки через «конус». Применялся для дозаправки Ту-22.
- Ту-16К — Три опытных ракетоносца (под ракеты К-10С) с двигателями РД16-15 с увеличенной дальностью полёта. Испытания проведены успешно, но в серию самолёты не пошли.
- Ту-16К-10 (изделие 238 или НК-10, код НАТО Badger C) — Ракетоносец — носитель управляемой ракеты К-10С. Отличался удлинённым носовым радиопрозрачным обтекателем под параболическую антенну РЛС «ЕН». Серийно выпускался с 1959 года. Принят на вооружение только в авиацию ВМФ, в 1961 году. Построено или переоборудовано 216 машин.
- Ту-16К-10П — Ракетоносец — носитель ракеты К-10СП, ракетная система К-10П. Ракета К-10СП представляла собой модификацию низковысотной ракеты К-10СН, на которой не было боевого заряда. Ракета предназначалась только для прикрытия группы атакующих ракет путём постановки электронных помех бортовой системой РЭБ СПС-61Р или СПС-63Р «Азалия». Комплекс был принят на вооружение приказом Министерства обороны от 11 апреля 1979 года.
- Ту-16К-10(ЗА) — Ракетоносец УР К-10С, оборудованный системой дозаправки топливом в полёте. Отличался наличием топливоприёмника на левом крыле.
- Ту-16К-10-26 ( изделие НК-6, Badger С(mod)) — Модифицированный ракетоносец, носитель УР К-10С, КСР-2 и КСР-5.
- Ту-16К-10-26Б — Доработанный вариант Ту-16К-10-26. Кроме подвески ракет, мог оперативно переоборудоваться под подвеску бомб калибра 100—1500 кг на 12 держателях под крылом и фюзеляжем. На держатели ракетной подвески монтировались быстросъёмные переходные узлы для подвески бомб.
- Ту-16К-10-26Д — Доработанный вариант Ту-16К-10-26 с РЛС «ЕН-Д» и под ракету с увеличенной дальностью пуска К-10СД и К-10СДВ, также мог нести стандартную К-10С и низковысотную К-10Н.
- Ту-16К-11-16 (Badger G) — Ракетоносец управляемых ракет К-16 (КСР-2) и К-11 (КСР-11). Разработан в 1963 году. Отличался наличием станции радиотехнической разведки «Рица» и отсутствием носовой пушки. Под стандарт Ту-16К-11-16 переделывались самолёты Ту-16, Ту-16А, Ту-16З, Ту-16КС.
- Ту-16К-16 (Ту-16КСР, Ту-16КСР-2, изделие НК-3) — Носитель УР К-16 (КСР-2). Разработан в 1956—1958 годах. Принят на вооружение в январе 1962 года. В Ту-16К-16 переоборудовались самолёты Ту-16КС.
- Ту-16К-16-26 (Ту-16КСР-2-5) — Носитель УР К-26 (КСР-5). Данное обозначение получали самолёты Ту-16К-11-16 после переделки по типу Ту-16К-26.
- Ту-16К-22 — Носитель ракеты Х-22. Опытный самолёт для испытаний ракеты Х-22, в дальнейшем этими самолётами был укомплектован полк в Воздвиженке (Приморский край).
- Ту-16К-26 ( изделие НК-4, Badger-G(mod)) — Ракетоносец — носитель УР К-26 (КСР-5). Принят на вооружение 4 декабря 1969 года.
- Ту-16К-26П (изделие НК-26П) — Носитель управляемых противорадиолокационных ракет КСР-5П. Разработан в начале 70-х годов.
- Ту-16КРМ — Носитель ракет-мишеней. Мог нести мишени КРМ-1, КРМ-2, КСР-5НМ, КСР-5НВ. По заказу ПВО переоборудовано несколько самолётов.
- Ту-16КРМЕ — Вариант носителя мишеней МВ-1 (КРМ-2), переоборудованный из постановщика помех Ту-16Е. На самолёте стояли станции СПС-1, СПС-2, «Сирень» и автомат АСО-16. При пусках мишеней Ту-16КРМЕ мог дополнительно усложнять работу ЗРК путём постановки активных и пассивных помех. Экипаж, как и на Ту-16Е, состоял из семи человек.
- Ту-16КС (изделие НКС, Badger-B) — Первый в СССР серийный носитель противокорабельных ракет типа КС-1 «Комета». Оборудовался РЛС наведения «Кобальт-1М». Мог нести одну-две ракеты на крыльевых балочных держателях. Экипаж составлял 7 человек. Всего построено 107 самолётов, из них 59 с системой дозаправки в воздухе. На вооружение самолёт по ряду причин принят не был, хотя эксплуатировался в авиации ВМФ. Около 40 самолётов этого варианта были поставлены в Индонезию и Египет, остальные в дальнейшем переделывались в носители КСР-2 и КСР-11.
- Ту-16КСР (КСР-2) (изделие НКСР-2, Badger-G) — Ракетоносец — носитель УР КСР и КСР-2.
- Ту-16КСР-2-11 (изделие НК-2) — Самолёт-ракетоносец, мог нести ракеты КСР-2 и КСР-11 в любой комбинации, а также свободнопадающие бомбы. В этот вариант были переоборудованы 156 бомбардировщиков Ту-16А и Ту-16А(ЗА), дорабатывались также ракетоносцы Ту-16КСР-2А. В некоторых случаях Ту-16КСР-2-11 обозначались как изделие «НК-11-16» или изделие «НК-2».
- Ту-16ЛЛ — Различные летающие лаборатории для всевозможных натурных испытаний. Значительную часть переоборудованных самолётов составляли лаборатории для испытания новых авиационных двигателей. В грузовом отсеке монтировался агрегат с гидроприводом, который выпускал испытуемый двигатель вниз. Для аварийных случаев имелся механизм сброса. Всего для испытания двигателей было переоборудовано 9 самолётов. Самолёты эксплуатировались 30 лет, и на них были испытаны почти все советские ТРД 2-го и 3-го поколений. Также было несколько Ту-16 с другими экспериментальными устройствами, все они проходили как «летающие лаборатории». 1 февраля 1971 года на одном из таких самолётов погиб дважды Герой Советского Союза Амет-Хан Султан.
- Ту-16М — Радиоуправляемая мишень, переоборудованная из выработавшего ресурс Ту-16. Название Ту-16М имели только самолёты, переоборудованные на Казанском авиазаводе. Также самолётами-мишенями занимался Хабаровский АРЗ № 12, при этом на самолёте оставляли помеховые станции, и в зависимости от комплектации они назывались М-16-1, М-16-2, М-16-3. Мишень была рассчитана на пять полётов, из них четыре — с экипажем. После запуска двигателей и выруливания на старт экипаж покидал машину, далее последний полёт мишени проходил по радиокомандам с земли. На случай промаха зенитчиков или не фатальных повреждений при попадании ракеты (такое тоже было) на мишени стали устанавливать самоликвидаторы.
- Ту-16Н (изделие НН) — Заправщик самолётов Ту-22. Оснащался системой заправки «шланг-конус». Для облегчения выдерживания строя при заправке на Ту-16Н вдоль фюзеляжа снизу наносилась красная полоса. Начиная с 1963 года на Казанском заводе часть бомбардировщиков переоборудовалась в заправщики Ту-16Н.
- Ту-16НМ — Носитель самолётов-мишеней типа Д-5НМ и Д-5МВ.
- Ту-16НКРМ — Вариант носителя мишеней, созданный в 1964 г. Под каждой из консолей его крыла подвешивалось по одной высотной скоростной мишени (имитатору цели) ИЦ-59 «Олень» массой 540 кг, оснащённой ЖРД. В 1980 г. на вооружение поступили усовершенствованные мишени ИЦ-59В «Магнит» массой 1052 кг.
- Ту-16П «Букет» (Badger J) — Самолёт РЭБ групповой защиты. Оснащался станцией постановки активных помех «Букет». Часть самолётов была переоборудована из Ту-16СПС.
- Ту-16П «Ёлка» (изд «НЕ», «Badger H») — Самолёт РЭБ — постановщик пассивных помех, в грузоотсеке устанавливались контейнеры с полуволновыми диполями АСО-16 и АСО-2Б. Мог использоваться как бомбардировщик, после демонтажа АСО-16 и установки кассетных бомбодержателей внутренней подвески. С 1960 года переоборудовались все Ту-16СПС.
- Ту-16ПЛ (ПЛО) — Противолодочный. Экспериментально были переоборудованы по одной эскадрилье на СФ и ТОФ. Мог нести сбрасываемые гидроакустические буи и противолодочное оружие, на борту имелась аппаратура «Баку». Эксперимент был признан неудачным.
- Ту-16Р («изделие 92») — Дальний разведчик. Отличался 7 фотокамерами, станцией активных помех, аппаратурой радиотехнической разведки СРС-3 в подвесных контейнерах под крылом. Разработан в 1955 году.
- Ту-16РМ — Самолёт разведки и целеуказания. Установлены аэрофотоаппараты АФА-41/20, АФА-42/20, АФА-42/75, АФА-42/100, НАФА-МК-75, станция радиотехнической разведки СРС-4 «Квадрат-2» и радиолокатор «Рубин-1К». Переоборудовано несколько Ту-16К-10.
- Ту-16РМ-1 (РМ-2) — Самолёт морской радиоэлектронной разведки и РЭБ. Устанавливалась РЛС «ЕН-Р», станции СРС-1 и СРС-4, фотоаппараты АФА-33/20М и АФА-42/75. На некоторых машинах стояли станции помех. Переоборудованные из Ту-16К-10 получили название Ту-16РМ-1, а из Ту-16К-10Д — Ту-16РМ-2. Всего эксплуатировалось 23 самолёта.
- Ту-16РР — Самолёт радиационной разведки. Отличался подвесными контейнерами с аппаратурой для забора проб воздуха. Разработан в 1970 году. Переоборудовано 7 Ту-16Р.
- Ту-16РТ — Самолётный измерительный пункт для испытаний крылатой ракеты «Буря». В 1956 году переоборудовано 6 самолётов Ту-16Р.
- Ту-16РЦ — Летающая лаборатория для испытаний системы наведения ракет П-6. Изготовлен в 1964 году.
- Ту-16С — Морской поисково-спасательный. В грузовом отсеке подвешивался сбрасываемый радиоуправляемый катер «Фрегат», также мог взять несколько спасательных контейнеров КАС-90. В конце 60-х годов переоборудовано несколько Ту-16Т. Стоял на вооружении до середины 80-х годов.
- Ту-16СП — Противолодочный самолёт, оборудовался более совершенными системами, чем Ту-16ПЛО. Было построено несколько экземпляров в 70-х годах. С принятием на вооружение Ту-142 все Ту-16СП выведены из эксплуатации.
- Ту-16СПС — Самолёт радиоэлектронной борьбы, один из первых самолётов этого типа в СССР. На борту были установлены станции постановки электронных помех СПС-1 и СПС-2, а в грузовом отсеке — дополнительная кабина спецоператора (экипаж составлял 7 человек). Выпускался с 1955 года, построено 42 самолёта. Ввиду принципиальных недостатков помеховых станций первого поколения самолёты через 10 лет были переоборудованы в вариант «Букет».
- Ту-16Т (изделие НТ) — Торпедоносец. Выпускался с 1957 года Воронежским заводом. Построено или переоборудовано 76 машин. Самолёт мог нести две реактивные авиационные торпеды РАТ-52, шесть высотных торпед 45-54ВТ (или низковысотных 45-56НТ), две глубинные бомбы ВБ-2Ф, 12 авиационных донных мин АМД-4-500 или четыре мины АМД-4-10ОО. Также могли подвешиваться реактивно-всплывающие мины РМ-1 и РМ-2, универсальные донные мины УДМ, донные мины МДМ-3, МДМ-4, МДМ-5, «Серпей», якорные мины «Лира», мины типа АМД-2М, ИГД-М, «Десна», учебные мины-бомбы УПАМБ-100/80, торпеды 45-36МАВ. Общий вес вооружения достигал 8,7 т. Кроме того, Ту- 16Т мог брать полный комплект вооружения обычного бомбардировщика — до 9 т. Несмотря на появление значительно более эффективных ракетоносцев, стоял на вооружении до 1972 года. Несколько самолётов этой модификации переделывались в спасательный вариант Ту-16С.
- Ту-16ТРЖК — Самолёт для перевозки жидкого кислорода (ТРЖК — Транспортный Резервуар Жидкого Кислорода).
- Ту-16 «Циклон-Н» — Самолёты, переоборудованные по программе «Циклон». Предназначались для активного воздействия на облака, а также для исследования термодинамических параметров атмосферы. Переоборудовано два самолёта из состава ВМФ на АРЗ г. Пушкин в 1977 году. Комплекс спецсредств состоял из кассетных держателей КДС-155 для отстрела метеопиропатронов ПВ-50 с йодистым серебром, контейнера для сыпучих веществ (в основном, цемента марки «600»). На внешних пилонах предполагалось подвешивать контейнеры типа К-76(л) с реагентом или контейнеры типа КМГ-У. Оба самолёта базировались на аэродроме Чкаловский. Использовались во время Олимпиады-80, при ликвидации аварии на Чернобыльской АЭС и для «разгона облаков» в центральной России.
- Ту-104 — Пассажирский самолёт. Отличался фюзеляжем увеличенного диаметра. Первый полёт 17 июня 1955 года. В 1956—1960 годах изготовлен 201 самолёт.
  - Ту-104? — Ряд модификаций Ту-104.
  - Ту-107 — Военно-транспортный самолёт на базе Ту-104. Отличался фюзеляжем большего диаметра. Изготовлен в одном экземпляре, в серию не пошёл из-за принципиальных недостатков. В конце сентября 1965 года участвовал в установлении мировых рекордов по парашютному спорту в г. Саратове, установлено 13 мировых рекордов.
- Xian H-6  — Вариант бомбардировщика средней дальности Ту-16, производившийся в Китае по лицензии. Изготовлено не менее 200 самолётов. С самолёта этой модификации 14 мая 1965 года проведён первый в Китае воздушный термоядерный взрыв.
  -  Xian H-6A  — Китайский стратегический бомбардировщик — носитель ядерного оружия
  -  Xian H-6-IV — Китайский морской бомбардировщик — ракетоносец под противокорабельные ракеты типа «Шанъю» (экспортный индекс — C-601, обозначение НАТО — Silkworm).
- «97» — проект модификации Ту-16 под два двигателя ВД-5 и увеличенную стреловидность крыла до 45 градусов.
- «103» — проект модификации Ту-16 под четыре двигателя ВД-7 или АМ-13. Предполагалось создание сверхзвукового бомбардировщика.

## Тактико-технические характеристики Ту-16

### Технические характеристики[37].
- Экипаж:
  - 6-7 человек, в зависимости от модификации
- Длина: 34,8 м
- Высота: 10,355 м
- Размах крыла: 32,989 м
- Площадь крыла: 164,65 м²
- Колея шасси: 9,775 м
- База шасси: 10,913 м
- Масса:
  - пустого самолёта (в варианте бомбардировщика): 37 200 кг[38]
  - пустого самолёта (в варианте постановщика помех с установленной станцией СПС-1 и подвесной кабиной для 7 члена экипажа): 38060 кг
  - нормальная взлётная: 72 000 кг
  - максимальная взлётная: 75 800 кг[39]
- Заправочная ёмкость топливной системы: 43800 литров [40]
- Двигатели:: 2× ТРД АМ-3, РД-3М или РД-3М-500
- Тяга:: АМ-3 2×8700; РД-3М 2х9500;  РД-3М-500 на чрезвычайном режиме 2х10650 кгс

### Лётные характеристики[41].
- Скорость:
  - предельная по прибору (Vпр)
    - с полётным весом 70÷75,8 тонн на высоте 7000 м — 645 км/ч (Vист ~ 900 км/ч)
    - с полётным весом 55 тонн на высоте 6000 м — 700 км/ч (Vист ~ 910 км/ч)

  - крейсерская путевая: ~ 850 км/ч
- максимально допустимое число М — не более 0,9[42].
- Дальность полёта, км: 5925
- Боевой радиус: 3150 км
- Практический потолок: 13100 м (с весом не более 59 тонн)[43]
- Нагрузка на крыло: 460 кг/м²
- Тяговооружённость: 0,32 [44].
- Длина разбега (с бетонированной ВПП)[45]
  - с полётным весом 75,8 т — 2530 м[46].
  - с полётным весом 60,0 т — 1120 м[47].
- Скорость отрыва
  - при весе менее 50 тонн: 250÷260 км/ч[48]
  - при максимальном взлётном весе: 295÷300 км/ч[48]
- Длина пробега
  - с посадочным весом 44 тонны и тормозными парашютами: 1000 м
  - с попутным ветром 2 м/с без применения тормозных парашютов: 2150 м
- Посадочная скорость (при весе менее 50 тонн): 220÷235 км/ч

### Вооружение
- Пушечное: Система ПВ-23 (9-А-036) — 7×23-мм пушек АМ-23 (три спаренные башенные установки с дистанционным управлением и одна неподвижная пушка в носовой части). Ту-16-К-10 — 6 пушек АМ-23 (три спаренные башенные установки с дистанционным управлением). Полная ёмкость патронных ящиков — 2300 патронов.
- Минно-бомбовое вооружение: расчётная бомбовая нагрузка составляет 3000 кг, перегрузочные варианты до 9 тонн и более. Мог нести во внутреннем отсеке и на внешней подвеске различные неуправляемые боеприпасы свободного падения в различных сочетаниях, бомбы калибром от 50 до 9000 кг или морские мины разных типов.
- Ракетное вооружение: две-три крылатые ракеты класса «воздух-поверхность» с обычной и ядерной БЧ, или беспилотные постановщики электронных помех, или ракеты-мишени.

Ракетоносец Ту-16К-10-26 выполнял полёты с двумя ракетами КСР-5 (по одной под крыльями), и одной ракетой К-10С под фюзеляжем (полуутопленной в бомбоотсеке). Боевая нагрузка в таком варианте подвески составляла 12410 кг.

## На вооружении

### Состоит на вооружении
- КНР:
  - ВВС КНР — 120 H-6 (китайская лицензионная копия Ту-16), по состоянию на 2012 год[49]
  - ВМФ Китая — 14 H-6 и 26 H-6DU, по состоянию на 2012 год[49]

### Состоял на вооружении
- СССР — состоял на вооружении вплоть до распада страны в 1991 году. Бомбардировщики Ту-16 остались в следующих странах, образовавшихся после распада СССР:
  -  Россия — порядка половины Ту-16 после распада СССР осталась в России. Сняты с вооружения в 1994 году и утилизированы до конца XX века.
  -  Украина — официально передан 121 самолёт в составе Дальней и Морской авиации. К концу 1993 года летало 19, на консервации находилось 49. Сняты с вооружения в середине 1990-х.
  -  Белоруссия — на момент раздела СССР на аэродроме Бобруйск числилось 18 исправных самолётов Ту-16. Сняты с вооружения и утилизированы в середине 1990-х.
  -  Казахстан — 678-й гв. смешанный испытательный Забайкальский авиационный полк на аэродроме Камбала. Полк занимался обеспечением полигона Сары-Шаган. Все Ту-16 к 1990-му году были выведены из эксплуатации, затем поэтапно утилизированы на аэродроме Камбала.
- Египет
- Индонезия
- Ирак

Список советских гарнизонов, эксплуатировавших Ту-16.
- Дальняя авиация — Дягилево, Тарту, Сольцы, Шайковка, Калинин, Барановичи, Бобруйск, Балбасово, Мачулищи, Зябровка, Белая Церковь, Нежин, Прилуки, Полтава, Озёрное (Житомир), Стрый, Моздок, Энгельс, Белая, Завитинск, Спасск-Дальний, Воздвиженка, Камбала (Приозёрск), Травяны, Чаган (Семипалатинск-2)
- Морская авиация — Оленья, Веретье (Остров), Североморск-1, Североморск-3, Пристань (Романовка), Елизово, Быхов, Октябрьское, Саки (Новофёдоровка), Лахта, Гвардейское, Кневичи, Каменный Ручей (Монгохто), Хороль, Камрань.

## Происшествия
По неофициальным данным, за период эксплуатации в вооружённых силах СССР в результате лётных происшествий было потеряно 145 самолётов Ту-16, в результате чего погибло 709 человек.
- 1 февраля 1971 года под Егорьевском (Московская область) потерпел крушение летающая лаборатория Ту-16, погиб дважды Герой Советского Союза Амет-Хан Султан.
- Столкновение над Завитинским районом — столкновение Ту-16К с гражданским самолётом Ан-24, произошедшее 24 августа 1981 года, погибло 37 человек

## Сохранившиеся экземпляры
Один Ту-16, использовавшийся как летающая лаборатория, представлен в экспозиции Музейного комплекса УГМК в Верхней Пышме.
В 1985 году Ту-16 установлен как монумент в Смоленске.
В 1995 году Ту-16 установлен как монумент в Ахтубинске.
| Тип     | Бортовой номер           | Местонахождение                                             | Изображение |
| ------- | ------------------------ | ----------------------------------------------------------- | ----------- |
| Ту-16   | без б/н                  | Болбасово, Витебская область, Белоруссия                    |             |
| Ту-16   | 4200703                  | Белая Церковь, Украина                                      |             |
| Ту-16   | н/д                      | п. Кульбакино, Николаевская область, Украина                |             |
| Ту-16   | 4200704                  | авиабаза Воздвиженка, Приморский край                       |             |
| Ту-16К  | без б/н                  | Энгельс, Саратовская область                                |             |
| Ту-16К  | 10                       | Технический музей ОАО «АвтоВАЗ», Тольятти                   |             |
| Ту-16   | 05                       | Светлоград (Северный), Ставропольский край                  |             |
| Ту-16А  | без б/н                  | Смоленск                                                    |             |
| Ту-16А  | без б/н                  | авиабаза Шайковка, Калужская область                        |             |
| Ту-16К  | 25 (8204014)             | Музей дальней авиации, Полтава, Украина                     |             |
| Ту-16   | 21                       | Прилуки, Украина                                            |             |
| Ту-16ЛЛ | 05                       | Музейный комплекс УГМК, Верхняя Пышма, Свердловская область |             |
| Ту-16Е  | 04 (1883511)             | Музей дальней авиации, авиабаза Дягилево, Рязань            |             |
| Ту-163  | 50                       | Музей дальней авиации, авиабаза Дягилево, Рязань            |             |
| Ту-16Р  | 12                       | ГЛИЦ имени В. П. Чкалова, Ахтубинск, Астраханская обл.      |             |
| Ту-16   | 50                       | Центральный музей Военно-воздушных сил РФ, Монино           |             |
| Ту-16К  | 53                       | Центральный музей Военно-воздушных сил РФ, Монино           |             |
| Ту-16К  | 1625                     | Музей авиации, Джокьякарта, Индонезия                       |             |
| Ту-16ЛЛ | 05 (заводской № 8204105) | Музейный комплекс УГМК, Верхняя Пышма                       |             |